# Списак епизода серије Пад
Пад је српска телевизијска серија која је премијерно почела са емитовањем од 21. јануара 2023. године на каналу Суперстар ТВ . 
Серија Пад за сада броји 1 сезону и 8 епизода.

## Епизоде

### 1. сезона (2023)
| Бр. еп. (укупно) | Бр. еп. (у сезони) | Наслов                     | Редитељ       | Сценариста                       | Премијера         |
| ---------------- | ------------------ | -------------------------- | ------------- | -------------------------------- | ----------------- |
| 1                | 1                  | Уметност је илузија        | Бојан Вулетић | Бојан Вулетић и Петар Михајловић | 21. јануар 2023.  |
| 2                | 2                  | Друга жртва пуцњаве        | Бојан Вулетић | Бојан Вулетић и Петар Михајловић | 22. јануар 2023.  |
| 3                | 3                  | Најбољи глумац Југославије | Бојан Вулетић | Бојан Вулетић и Петар Михајловић | 28. јануар 2023.  |
| 4                | 4                  |                            | Бојан Вулетић | Бојан Вулетић и Петар Михајловић | 29. јануар 2023.  |
| 5                | 5                  |                            | Бојан Вулетић | Бојан Вулетић и Петар Михајловић | 4. фебруар 2023.  |
| 6                | 6                  |                            | Бојан Вулетић | Бојан Вулетић и Петар Михајловић | 5. фебруар 2023.  |
| 7                | 7                  |                            | Бојан Вулетић | Бојан Вулетић и Петар Михајловић | 11. фебруар 2023. |
| 8                | 8                  |                            | Бојан Вулетић | Бојан Вулетић и Петар Михајловић | 12. фебруар 2023. |

## Преглед
| Сезона | Сезона | Епизоде | Епизоде | Оригинално емитовање | Оригинално емитовање | Оригинално емитовање |
| Сезона | Сезона | Епизоде | Епизоде | Премијера            | Финале               | Мрежа                |
| ------ | ------ | ------- | ------- | -------------------- | -------------------- | -------------------- |
|        | 1.     | 8       | 8       | 21. јануар 2023.     | 21. фебруар 2023.    | Суперстар ТВ         |